# Takashi Shimizu
Takashi Shimizu (jap. 清水崇 Shimizu Takashi; ur. 27 lipca 1972 w Maebashi, prefektura Gunma) – japoński reżyser filmowy, najbardziej znany z serii horrorów traktujących o klątwie Ju-on.

## Wybrana filmografia
- 1998 Katasumi i 4444444444 (filmy krótkometrażowe w ramach filmu Gakkō no kaidan G (学校の怪談G) (ang. School Ghost Story G) (TV)
- 2000 Ju-on (jap. 呪怨) (bezpośrednio na wideo)
- 2000 Ju-on 2 (jap. 呪怨2) (bezpośrednio na wideo)
- 2000 Shinrei bideo V: Hontō ni atta kowai hanashi kyōfu shinrei shashin-kan (jap. 心霊ビデオＶ　本当にあった怖い話　恐怖心霊写真館)
- 2000 Shinrei bideo VI: Hontō ni atta kowai hanashi kyōfu tarento taiken-dan (jap. 心霊ビデオＶＩ　本当にあった怖い話　恐怖タレント体験談)
- 2001 Tomie: Re-birth
- 2003 Klątwa Ju-on (jap. 呪怨)
- 2003 Klątwa Ju-on 2 (jap. 呪怨2)
- 2004 The Grudge – Klątwa
- 2004 Marebito
- 2005 Reinkarnacja (Rinne)
- 2006 Otoshimono
- 2006 The Grudge – Klątwa 2
- 2006 The Death
- 2008 Klątwa Ju-on 3 (Ju-on: The Grudge 3)
- 2008 Parasyte
- 2009 Labirynt strachu (jap. 戦慄迷宮 Senritsu meikyū)
- 2011 Koszmary (jap. ラビット・ホラー3D Rabitto horā 3D)